# Neuvelle-lès-la-Charité
Neuvelle-lès-la-Charité är en kommun i departementet Haute-Saône i regionen Bourgogne-Franche-Comté i östra Frankrike. Kommunen ligger i kantonen Scey-sur-Saône-et-Saint-Albin som tillhör arrondissementet Vesoul. År 2022 hade Neuvelle-lès-la-Charité 221 invånare.

## Befolkningsutveckling
Antalet invånare i kommunen Neuvelle-lès-la-Charité
| Referens: INSEE |